# Хоакин Аријас (фудбалер)
Хоакин Аријас Бланко (12. новембар 1914 — 3. март 2025) био је кубански фудбалер.
Надимак Болеро, Аријас је представљао Кубу на Светском првенству у фудбалу 1938. у Француској. Одиграо је три утакмице.
Аријас је преминуо.